# Solg
Solg ist ein Gemeindeteil der Stadt Münchberg im Landkreis Hof (Oberfranken, Bayern). Solg liegt in der Gemarkung Straas.

## Geografie
In der Ortsmitte des Dorfes entspringt die Oelschnitz. Die Friedenslinde, ebenfalls in der Ortsmitte, ist ein Naturdenkmal. Die Kreisstraße HO 21 führt nach Stammbach (3,5 km südwestlich) bzw. zur Anschlussstelle Münchberg-Süd der Bundesautobahn 9 (1,6 km östlich). Ein Anliegerweg führt nach Reba (0,8 km südlich).

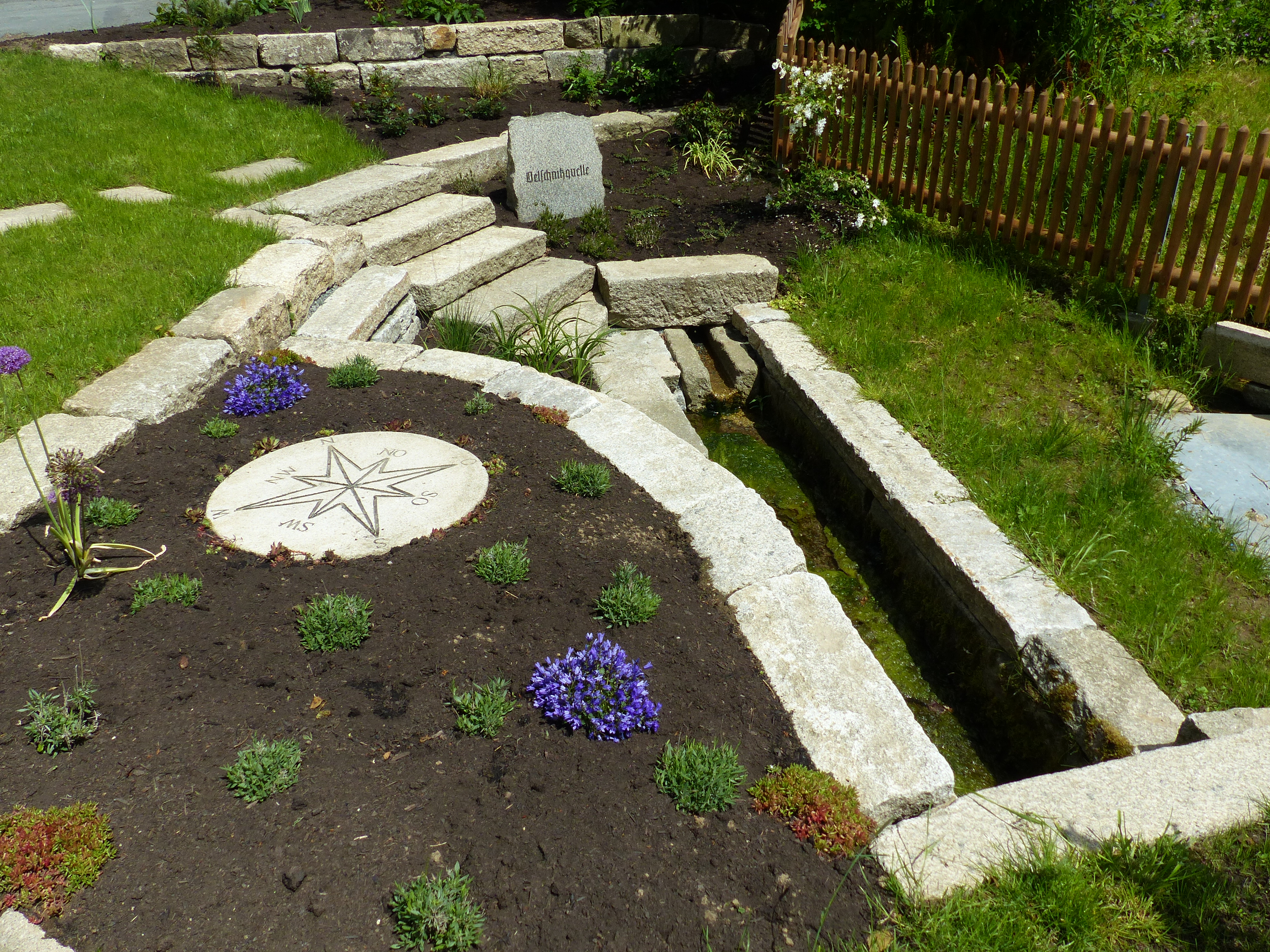
Quelle der Ölschnitz
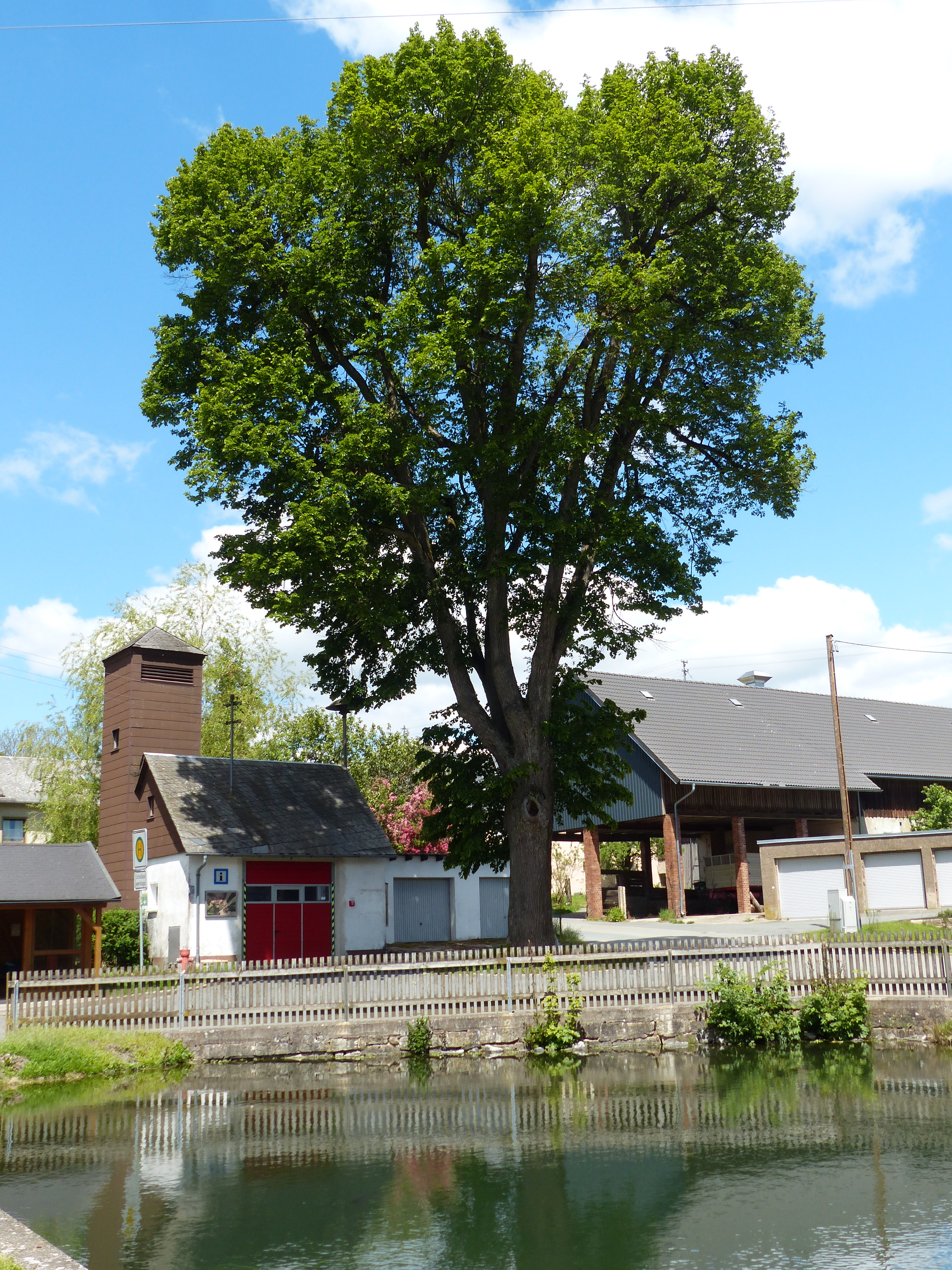
Friedenslinde

## Geschichte
1373 erwarb der Nürnberger Burggraf Friedrich V. den Ort. 1408 gab es in Solg laut einer Amtsbeschreibung des burggräflichen Amtes Münchberg 13 Güter und 2 Sölden.
Gegen Ende des 18. Jahrhunderts bestand Solg aus 11 Anwesen (1 Dreiviertelhof, 6 Halbhöfe, 1 Dreisechstelhof, 1 Viertelhof, 2 Tropfhäuser). Die Hochgerichtsbarkeit sowie die Dorf- und Gemeindeherrschaft stand dem bayreuthischen Stadtrichteramt Münchberg zu. Das Kastenamt Münchberg war Grundherr sämtlicher Anwesen.
Von 1797 bis 1810 unterstand Solg dem Justiz- und Kammeramt Münchberg. Infolge des Ersten Gemeindeedikts wurde Solg dem 1812 gebildeten Steuerdistrikt Straas und der zugleich entstanden Ruralgemeinde Straas zugewiesen. Im Zuge der Gebietsreform in Bayern wurde Solg am 1. Juli 1972 nach Münchberg eingemeindet.

### Baudenkmäler
- Haus Nr. 6: Wohnstallhaus[9]

### Einwohnerentwicklung
| Jahr      | 1799   | 1812  | 1819   | 1861   | 1871   | 1885   | 1900   | 1925   | 1950   | 1961   | 1970   | 1987  |
| Einwohner | 51     | 57    | 57     | 134    | 104    | 140    | 95     | 90     | 85     | 70     | 71     | 61    |
| Häuser    | 11     | 12    |        |        |        | 15     | 14     | 14     | 13     | 14     |        | 15    |
| Quelle    | [ 11 ] | [ 7 ] | [ 12 ] | [ 13 ] | [ 14 ] | [ 15 ] | [ 16 ] | [ 17 ] | [ 18 ] | [ 19 ] | [ 20 ] | [ 1 ] |

## Religion
Solg ist bis heute nach  St. Peter und Paul (Münchberg) gepfarrt und seit der Reformation evangelisch-lutherisch geprägt.